# Kontusaari (ö i Päijänne-Tavastland)
Kontusaari är en ö i Finland. Den ligger i sjön Asikkalanselkä och i kommunen Asikkala i den ekonomiska regionen  Lahtis ekonomiska region  och landskapet Päijänne-Tavastland, i den södra delen av landet, 120 km norr om huvudstaden Helsingfors. Öns area är 2,9 hektar och dess största längd är 310 meter i sydöst-nordvästlig riktning.